# The Auk
The Auk è una rivista scientifica trimestrale statunitense. Pubblicazione ufficiale dell'Unione Americana di Ornitologia (AOU), è stata fondata nel 1884. Contiene articoli riguardanti studi scientifici di anatomia, comportamento e distribuzione degli uccelli. Deve il nome ad un uccello estinto, l'alca impenne (in inglese Great Auk), simbolo della AOU.

## Caporedattori
I seguenti sono stati caporedattori della rivista:
- Joel Asaph Allen (Museo di Storia Naturale Americano) 1884–1911
- Witmer Stone (Accademia di Scienze Naturali dell'Università di Drexel) 1912–1936
- Glover M. Allen (Museo di Zoologia Comparata dell'Università di Harvard) 1937–1942
- John T. Zimmer (Museo di Storia Naturale Americano) 1942–1947
- Harvey I. Fisher (Università dell'Illinois) 1948–1952
- Robert W. Storer (Università del Michigan) 1953–1957
- Eugene Eisenmann (Museo di Storia Naturale Americano) 1958–1962
- Robert M. Mengel (Università del Kansas) 1963–1967
- Oliver L. Austin (Museo di Storia Naturale della Florida) 1968–1976
- John A. Wiens (Università di Stony Brook) 1977–1984
- Alan Brush (Università del Connecticut) 1985–1990
- Gary D. Schnell (Università dell'Oklahoma 1991–1996
- Thomas E. Martin (Università del Montana) 1997–1998
- Kimberly G. Smith (Università dell'Arkansas) 2000–2004
- Spencer G. Sealy (Università del Manitoba) 2005–2009
- Michael Murphy (Università Statale di Portland) 2010–